# Giro d’Italia 2023/11. Etappe
Die 11. Etappe des Giro d’Italia 2023 fand am 17. Mai 2023 statt und bildete den längsten Abschnitt der 106. Austragung des italienischen Etappenrennens. Die Strecke führte über 219 Kilometer von Camaiore nach Tortona. Nach der Etappe hatten die Fahrer insgesamt 1817,6 Kilometer zurückgelegt, was 52,3 % der Gesamtdistanz entspricht. Die Organisatoren der Rundfahrt bewerteten die Schwierigkeit der Etappe mit zwei von fünf Sternen.

## Streckenverlauf
Der neutralisierte Start erfolgte in Camaiore vor dem Parco Papa Giovanni XXIII. Im Anschluss verließen die Fahrer die Stadt über die Via Vittorio Emanuele, ehe es über die SP 1 zur Tyrrhenischen Küste ging. Das Rennen wurde nach 10 Kilometern auf der Viale Sergio Bernardini in Lido di Camaiore freigegeben.
Nach dem offiziellen Start folgten die Fahrer der Küstenstraße in Richtung Norden. Kurz nach Sarzana gelangten sie zum Ufer des Vara, dem sie stromaufwärts bis nach Borghetto di Vara folgten, wo nach 62,1 gefahrenen Kilometern der erste Zwischensprint ausgefahren wurde. Im Anschluss begann die Straße zu steigen und führte auf den Passo del Bracco (610 m), der als Anstieg der 3. Kategorie klassifiziert ist. Nachdem die Kuppe bei Kilometer 80 überquert wurde, folgte eine längere Abfahrt, die zum Küstenort Sestri Levante führte. Wenige Kilometer später verließ die Strecke die Italienische Rivera bei Chiavari erneut und folgte dem Entella stromaufwärts. Über Cicagna gelangen die Fahrer zum Colla di Boasi (615 m), der ebenfalls als Steigung der 3. Kategorie klassifiziert ist und bei Kilometer 143 passiert wurde. Nun folgte eine flachere Abfahrt, die weiter in Richtung Nordwesten führte. In Busalla wurde 49,3 Kilometer vor dem Ziel der zweite Zwischensprint ausgefahren, ehe mit dem Passo della Castagnola (583 m) die letzte Steigung des Tages begann. Diese ist jedoch deutlich kürzer und wurde als Bergwertung der 4. Kategorie klassifiziert. Die Kuppe wurde 42,8 Kilometer vor dem Ziel überquert, ehe die letzten Kilometer leicht abschüssig über Gavi, Serravalle Scrivia und Villalvernia nach Tortona führten.
|                            | Ort                    | Kilometer | Länge (km) | Höhe (m) | Ø Steigung |
| -------------------------- | ---------------------- | --------- | ---------- | -------- | ---------- |
| neutralisierter Start      | Camaiore               | −10       |            |          |            |
| offizieller Start          | Lido di Camaiore       | 0         |            |          |            |
| Zwischensprint             | Borghetto di Vara      | 62,1      |            |          |            |
| Bergwertung (3. Kategorie) | Passo del Bracco       | 80        | 10,1       | 610      | 4,4 %      |
| Bergwertung (3. Kategorie) | Colla di Boasi         | 143       | 9,2        | 615      | 4 %        |
| Zwischensprint             | Busalla                | 169,7     |            |          |            |
| Bergwertung (4. Kategorie) | Passo della Castagnola | 176,2     | 5          | 583      | 4,5 %      |
| Ziel                       | Tortona                | 219       |            |          |            |

## Rennverlauf
Mit Louis Vervaeke, Mattia Cattaneo, Jan Hirt und Josef Černý (alle vier von Soudal Quick-Step), Natnael Tesfatsion (Trek-Segafredo), Jonathan Caicedo (EF Education-EasyPost), Andrea Vendrame (AG2R Citroën Team) und Stefano Gandin (Team Corratec-Selle Italia) gingen acht Fahrer nicht an den Start der 11. Etappe. Nach wenigen Kilometern setzten sich mit Thomas Champion (Cofidis), Diego Pablo Sevilla (Eolo-Kometa Cycling Team), Laurenz Rex (Intermarché-Circus-Wanty), Filippo Magli (Green Project-Bardiani CSF-Faizanè), Alexander Konychev und Veljko Stojnić (beide Corratec-Selle Italia) sechs Fahrer vom Hauptfeld ab. Der Vorsprung der Fluchtgruppe betrug maximal rund vier Minuten, ehe er sich bei rund drei Minuten einpendelte.
Beim ersten Zwischensprint setzte sich Veljko Stojnić durch, ehe Jonathan Milan (Bahrain Victorious), der Führende der Punktewertung, die verbliebenen Punkte vor Mads Pedersen (Trek-Segafredo) holte. Kurz darauf gewann Veljko Stojnić auch die erste Bergwertung des Tages auf dem Passo del Bracco. Nachdem es erneut zu regnen begonnen hatte, stabilisierte sich der Vorsprung der Ausreißer bei rund drei Minuten. Veljko Stojnić sicherte sich rund 75 Kilometer vor dem Ziel auch die zweite Bergwertung auf dem Colla di Boasi, ehe die Fahrer eine nasse Abfahrt in Angriff nahmen. In einer Kurve kam der Italiener Alessandro Covi (UAE Team Emirates) zu Fall, wodurch auch die ersten drei der Gesamtwertung stürzten. Während Geraint Thomas (Ineos Grenadiers) und Primož Roglič (Jumbo-Visma) das Rennen fortsetzen konnten, schied der gesamtdritte Tao Geoghegan Hart (Ineos Grenadiers) mit einer Fraktur der Hüfte aus. Weiters war auch Pavel Sivakov (Ineos Grenadiers) in den Sturz involviert. Der Gesamtachte konnte nicht mehr zu dem Hauptfeld aufschließen und verlor rund 14 Minuten auf den Tagessieger. In Busalla sicherte sich Veljko Stojnić die meisten Zeitbonifikationen, ehe die Auffahrt auf den Passo della Castagnola begann. Im Anstieg forcierte das Team Jayco AlUla das Tempo im Hauptfeld. Die Sprinter verblieben jedoch im Peloton oder konnten die Lücke in der nachfolgenden Abfahrt wieder zufahren.
Nach dem Passo della Castagnola setzten sich Laurenz Rex und Veljko Stojnić von ihren Fluchtgefährten ab, die wenig später vom Hauptfeld eingeholt wurden. 19 Kilometer vor dem Ziel attackierte Laurenz Rex und führte das Rennen als Solist an, ehe er rund sechs Kilometer vor dem Ziel als letzter Fahrer gestellt wurde. Etwa zwei Kilometer vor dem Ziel kam es im Peloton zu einem Sturz in den auch Fernando Gaviria (Movistar Team) involviert war. Im Sprint setzte sich der Deutsche Pascal Ackermann (UAE Team Emirates) knapp vor Jonathan Milan und Mark Cavendish (Astana Qazaqstan Team) durch.
In der Gesamtwertung kam es nach dem Ausscheiden von Tao Geoghegan Hart und dem Zeitverlust von Pavel Sivakov zu entscheidenden Veränderungen. João Almeida (UAE Team Emirates), der Führende der Nachwuchswertung, rückte auf den dritten Gesamtrang vor und wies nun einen Rückstand von 22 Sekunden auf Geraint Thomas auf. Weiters rückten Laurens De Plus (Ineos Grenadiers) und Aurélien Paret-Peintre (AG2R Citroën) in die Top 10 vor. Jonathan Milan und Davide Bais (Eolo-Kometa) verteidigten ihre Führung in der Punkte- bzw. Bergwertung. In der Mannschaftswertung lagen weiterhin die Ineos Grenadiers an der Spitze. Neben Tao Geoghegan Hart musste auch der Spanier Óscar Rodríguez (Movistar) das Rennen nach einem Sturz aufgeben, womit noch 140 Fahrer in der Rundfahrt verblieben.

## Ergebnis
| \| Etappenergebnis \| Etappenergebnis \| Etappenergebnis \| Etappenergebnis \| Etappenergebnis \| \| Fahrer \| Fahrer \| Land \| Team \| Zeit \| \| --------------- \| ----------------- \| ---------------------- \| ------------------------ \| --------------- \| \| 1. \| Pascal Ackermann \| Deutschland \| UAE Team Emirates \| 5 h 09 min 02 s \| \| 2. \| Jonathan Milan \| Italien \| Bahrain Victorious \| + 0 s \| \| 3. \| Mark Cavendish \| Vereinigtes Königreich \| Astana Qazaqstan Team \| + 0 s \| \| 4. \| Mads Pedersen \| Dänemark \| Trek-Segafredo \| + 0 s \| \| 5. \| Stefano Oldani \| Italien \| Alpecin-Deceuninck \| + 0 s \| \| 6. \| Vincenzo Albanese \| Italien \| Eolo-Kometa \| + 0 s \| \| 7. \| Marius Mayrhofer \| Deutschland \| Team DSM \| + 0 s \| \| 8. \| Davide Ballerini \| Italien \| Soudal Quick-Step \| + 0 s \| \| 9. \| Simone Consonni \| Italien \| Cofidis \| + 0 s \| \| 10. \| Arne Marit \| Belgien \| Intermarché-Circus-Wanty \| + 0 s \| |                   |                        |                          |                 |
| |                   |                        |                          |                 |
| Quelle: ProCyclingStats |                   |                        |                          |                 |
| Etappenergebnis |                   |                        |                          |                 |
| Fahrer | Fahrer            | Land                   | Team                     | Zeit            |
| 1. | Pascal Ackermann  | Deutschland            | UAE Team Emirates        | 5 h 09 min 02 s |
| 2. | Jonathan Milan    | Italien                | Bahrain Victorious       | + 0 s           |
| 3. | Mark Cavendish    | Vereinigtes Königreich | Astana Qazaqstan Team    | + 0 s           |
| 4. | Mads Pedersen     | Dänemark               | Trek-Segafredo           | + 0 s           |
| 5. | Stefano Oldani    | Italien                | Alpecin-Deceuninck       | + 0 s           |
| 6. | Vincenzo Albanese | Italien                | Eolo-Kometa              | + 0 s           |
| 7. | Marius Mayrhofer  | Deutschland            | Team DSM                 | + 0 s           |
| 8. | Davide Ballerini  | Italien                | Soudal Quick-Step        | + 0 s           |
| 9. | Simone Consonni   | Italien                | Cofidis                  | + 0 s           |
| 10. | Arne Marit        | Belgien                | Intermarché-Circus-Wanty | + 0 s           |

## Gesamtstände
| \| Gesamtwertung \| Gesamtwertung \| Gesamtwertung \| Gesamtwertung \| Gesamtwertung \| \| Fahrer \| Fahrer \| Land \| Team \| Zeit \| \| ------------- \| ---------------------- \| ---------------------- \| ------------------ \| ---------------- \| \| 1. \| Geraint Thomas \| Vereinigtes Königreich \| Ineos Grenadiers \| 44 h 35 min 35 s \| \| 2. \| Primož Roglič \| Slowenien \| Jumbo-Visma \| + 2 s \| \| 3. \| João Almeida \| Portugal \| UAE Team Emirates \| + 22 s \| \| 4. \| Andreas Leknessund \| Norwegen \| Team DSM \| + 35 s \| \| 5. \| Damiano Caruso \| Italien \| Bahrain Victorious \| + 1 min 28 s \| \| 6. \| Lennard Kämna \| Deutschland \| Bora-Hansgrohe \| + 1 min 52 s \| \| 7. \| Eddie Dunbar \| Irland \| Team Jayco AlUla \| + 2 min 32 s \| \| 8. \| Thymen Arensman \| Niederlande \| Ineos Grenadiers \| + 2 min 32 s \| \| 9. \| Laurens De Plus \| Belgien \| Ineos Grenadiers \| + 2 min 36 s \| \| 10. \| Aurélien Paret-Peintre \| Frankreich \| AG2R Citroën Team \| + 2 min 48 s \| |                        |                        |                    |                  |
| |                        |                        |                    |                  |
| Quelle: ProCyclingStats |                        |                        |                    |                  |
| Gesamtwertung |                        |                        |                    |                  |
| Fahrer | Fahrer                 | Land                   | Team               | Zeit             |
| 1. | Geraint Thomas         | Vereinigtes Königreich | Ineos Grenadiers   | 44 h 35 min 35 s |
| 2. | Primož Roglič          | Slowenien              | Jumbo-Visma        | + 2 s            |
| 3. | João Almeida           | Portugal               | UAE Team Emirates  | + 22 s           |
| 4. | Andreas Leknessund     | Norwegen               | Team DSM           | + 35 s           |
| 5. | Damiano Caruso         | Italien                | Bahrain Victorious | + 1 min 28 s     |
| 6. | Lennard Kämna          | Deutschland            | Bora-Hansgrohe     | + 1 min 52 s     |
| 7. | Eddie Dunbar           | Irland                 | Team Jayco AlUla   | + 2 min 32 s     |
| 8. | Thymen Arensman        | Niederlande            | Ineos Grenadiers   | + 2 min 32 s     |
| 9. | Laurens De Plus        | Belgien                | Ineos Grenadiers   | + 2 min 36 s     |
| 10. | Aurélien Paret-Peintre | Frankreich             | AG2R Citroën Team  | + 2 min 48 s     |

| Punktewertung | Punktewertung       | Punktewertung          | Punktewertung         | Punktewertung |
| Fahrer        | Fahrer              | Land                   | Team                  | Punkte        |
| ------------- | ------------------- | ---------------------- | --------------------- | ------------- |
| 1.            | Jonathan Milan      | Italien                | Bahrain Victorious    | 164 P.        |
| 2.            | Mads Pedersen       | Dänemark               | Trek-Segafredo        | 128 P.        |
| 3.            | Kaden Groves        | Australien             | Alpecin-Deceuninck    | 100 P.        |
| 4.            | Pascal Ackermann    | Deutschland            | UAE Team Emirates     | 88 P.         |
| 5.            | Derek Gee           | Kanada                 | Israel-Premier Tech   | 64 P.         |
| 6.            | Michael Matthews    | Australien             | Team Jayco AlUla      | 60 P.         |
| 7.            | Magnus Cort Nielsen | Dänemark               | EF Education-EasyPost | 56 P.         |
| 8.            | Mark Cavendish      | Vereinigtes Königreich | Astana Qazaqstan Team | 51 P.         |
| 9.            | Vincenzo Albanese   | Italien                | Eolo-Kometa           | 44 P.         |
| 10.           | Davide Bais         | Italien                | Eolo-Kometa           | 39 P.         |

| Bergwertung | Bergwertung             | Bergwertung | Bergwertung                | Bergwertung |
| Fahrer      | Fahrer                  | Land        | Team                       | Punkte      |
| ----------- | ----------------------- | ----------- | -------------------------- | ----------- |
| 1.          | Davide Bais             | Italien     | Eolo-Kometa                | 104 P.      |
| 2.          | Thibaut Pinot           | Frankreich  | Groupama-FDJ               | 50 P.       |
| 3.          | Karel Vacek             | Tschechien  | Team Corratec-Selle Italia | 36 P.       |
| 4.          | Amanuel Ghebreigzabhier | Eritrea     | Trek-Segafredo             | 26 P.       |
| 5.          | Ben Healy               | Irland      | EF Education-EasyPost      | 24 P.       |
| 6.          | Aurélien Paret-Peintre  | Frankreich  | AG2R Citroën Team          | 22 P.       |
| 7.          | Alessandro De Marchi    | Italien     | Team Jayco AlUla           | 22 P.       |
| 8.          | Veljko Stojnić          | Serbien     | Team Corratec-Selle Italia | 21 P.       |
| 9.          | Francesco Gavazzi       | Italien     | Eolo-Kometa                | 18 P.       |
| 10.         | Warren Barguil          | Frankreich  | Arkéa-Samsic               | 16 P.       |

| Nachwuchswertung | Nachwuchswertung   | Nachwuchswertung | Nachwuchswertung      | Nachwuchswertung |
| Fahrer           | Fahrer             | Land             | Team                  | Zeit             |
| ---------------- | ------------------ | ---------------- | --------------------- | ---------------- |
| 1.               | João Almeida       | Portugal         | UAE Team Emirates     | 44 h 35 min 57 s |
| 2.               | Andreas Leknessund | Norwegen         | Team DSM              | + 13 s           |
| 3.               | Thymen Arensman    | Niederlande      | Ineos Grenadiers      | + 2 min 10 s     |
| 4.               | Santiago Buitrago  | Kolumbien        | Bahrain Victorious    | + 4 min 18 s     |
| 5.               | Ilan Van Wilder    | Belgien          | Soudal Quick-Step     | + 11 min 45 s    |
| 6.               | Alexander Cepeda   | Ecuador          | EF Education-EasyPost | + 13 min 23 s    |
| 7.               | Einer Rubio        | Kolumbien        | Movistar Team         | + 16 min 48 s    |
| 8.               | Michel Heßmann     | Deutschland      | Jumbo-Visma           | + 17 min 50 s    |
| 9.               | Filippo Zana       | Italien          | Team Jayco AlUla      | + 23 min 52 s    |
| 10.              | Marco Frigo        | Italien          | Israel-Premier Tech   | + 25 min 29 s    |

| Mannschaftswertung | Mannschaftswertung    | Mannschaftswertung           | Mannschaftswertung |
| Team               | Team                  | Land                         | Zeit               |
| ------------------ | --------------------- | ---------------------------- | ------------------ |
| 1.                 | Ineos Grenadiers      | Vereinigtes Königreich       | 133 h 46 min 54 s  |
| 2.                 | EF Education-EasyPost | Vereinigte Staaten           | + 6 min 17 s       |
| 3.                 | Bahrain Victorious    | Bahrain                      | + 6 min 19 s       |
| 4.                 | Jumbo-Visma           | Niederlande                  | + 8 min 09 s       |
| 5.                 | UAE Team Emirates     | Vereinigte Arabische Emirate | + 10 min 45 s      |
| 6.                 | Soudal Quick-Step     | Belgien                      | + 17 min 46 s      |
| 7.                 | Bora-Hansgrohe        | Deutschland                  | + 20 min 22 s      |
| 8.                 | Groupama-FDJ          | Frankreich                   | + 27 min 01 s      |
| 9.                 | Israel-Premier Tech   | Israel                       | + 27 min 21 s      |
| 10.                | Astana Qazaqstan Team | Kasachstan                   | + 33 min 01 s      |

## Ausgeschiedene Fahrer
- Stefano Gandin (Team Corratec-Selle Italia): wegen positivem Corona-Test nicht gestartet
- Louis Vervaeke (Soudal Quick-Step): wegen positivem Corona-Test nicht gestartet
- Jan Hirt (Soudal Quick-Step): wegen positivem Corona-Test nicht gestartet
- Mattia Cattaneo (Soudal Quick-Step): wegen positivem Corona-Test nicht gestartet
- Josef Černý (Soudal Quick-Step): wegen positivem Corona-Test nicht gestartet
- Andrea Vendrame (AG2R Citroën Team): wegen positivem Corona-Test nicht gestartet
- Jonathan Caicedo (EF Education-EasyPost) wegen einer Virus-Erkrankung nicht gestartet
- Natnael Tesfatsion (Trek-Segafredo): wegen Grippe-Symptome nicht gestartet
- Tao Geoghegan Hart (Ineos Grenadiers): wegen Sturzfolgen während der Etappe aufgegeben
- Óscar Rodríguez (Movistar Team): wegen Sturzfolgen während der Etappe aufgegeben[4]